# Genkai OL-san wa Akuyaku Reijō-sama ni Tsukaetai
Genkai OL-san wa Akuyaku Reijō-sama ni Tsukaetai (限界OLさんは悪役令嬢さまに仕えたい?), también conocida como The Fed-Up Office Lady Wants to Serve the Villainess en inglés, es una serie de manga japonesa escrita e ilustrada por Nekotaro. Comenzó a serializarse en la revista de manga seinen digital Dokodemo Young Champion de Akita Shoten en agosto de 2022.

## Sipnosis
Luego de tres años después de graduarse de la universidad, Natori Midori, es una trabajadora temporal que se esfuerza mucho en todo lo que hace, dado que una vez idealizó a los "adultos maduros" que veía cuando era niña. Sin embargo, durante un día, su empresa le comunica que su contrato será rescindido repentinamente por razones absurdas.
Sintiéndose deprimida y sentada en el último transporte del metro, preguntándose si alguna vez habrá un lugar de trabajo al que pueda dedicarse, Midori abre la nueva aplicación de juego Fairy Tale of Jewels en su teléfono móvil y en un instante, empieza a parpadearse inexplicablemente y se encuentra convocada a ese mundo. Ante sus ojos, la invocadora es Lapis Tenebrae, una villana cruel y despiadada que intenta incriminar a muchos de los personajes del juego. En una situación desesperada, Midori, que ha estado jugando mucho al juego, usa su "habilidad precognitiva" para ayudar a Lapis a evitar el peligro que estaba a punto de sobrevenirle. Como resultado, le tomó simpatía a Midori y esta última comienza a trabajar como su secretaria.

## Contenido de la obra
Escrito e ilustrado por Nekotaro, Genkai OL-san wa Akuyaku Reijō-sama ni Tsukaetai comenzó a serializarse en la revista de manga seinen digital Dokodemo Young Champion de Akita Shoten el 23 de agosto de 2022.
El 12 de febrero de 2025, Seven Seas Entertainment anunció que había obtenido la licencia de la serie para su publicación en inglés a partir de agosto de 2025.

### Lista de volúmenes
| N.º | Fecha de lanzamiento     | ISBN original          |
| --- | ------------------------ | ---------------------- |
| 1   | 20 de febrero de 2023    | ISBN 978-4-253-31011-6 |
| 2   | 27 de septiembre de 2023 | ISBN 978-4-253-31012-3 |
| 3   | 20 de mayo de 2024       | ISBN 978-4-253-31013-0 |
| 4   | 27 de marzo de 2025      | ISBN 978-4-253-31014-7 |

## Recepción
La serie fue nominada a los novenos Next Manga Awards en la categoría web.